# 謝爾沙
《謝爾沙》（英語：Shershaah）是一部2021年印度印地語傳記戰爭片，講述卡吉爾戰爭軍官維克拉姆·巴特拉的一生。本片由維什努瓦爾丹執導（印地語電影處女作），桑迪普·斯里瓦斯塔瓦編劇，達摩製片公司和卡許娛樂（Kaash Entertainment）製作。西達夫·馬賀拉一人分飾維克拉姆·巴特拉及其雙胞胎弟弟維沙爾·巴特拉（Vishal Batra），琪亞拉·艾凡尼飾演維克拉姆的女友迪普爾·奇瑪（Dimple Cheema）。
電影2019年5月對外公布，同月展開主要拍攝工作，並於2020年1月殺青。《謝爾沙》原定2020年7月3日在印度院線上映，但受COVID-19疫情影響而被延期。最後改於2021年8月12日透過Amazon Prime Video串流發行。
《謝爾沙》獲得了印度影評界及觀眾的正面迴響，表演（尤其是馬賀拉與艾凡尼）、執導技巧、音樂、攝影、動作編排、剪輯和視覺效果獲得了高度評價。但寫作受到了部分批評。2021年8月31日，亞馬遜表示《謝爾沙》已成為該平台的印度地區上觀看次數最多的印度電影。
《謝爾沙》以19項提名領跑第67屆印度電影觀眾獎，包括最佳男主角（馬賀拉）及最佳女主角（艾凡尼），最終贏得最佳電影、最佳導演（維什努瓦爾丹）、最佳音樂總監（塔尼什克·巴吉、B·普拉克、賈斯琳·羅亞爾、賈韋德—莫赫辛和維克拉姆·蒙特羅斯）、最佳代唱男歌手（〈我全部擁有〉的普拉克）和最佳代唱女歌手（〈漫漫長夜〉的阿西·考爾）。在第69屆印度國家電影獎上，本片榮獲印度國家電影獎特別評審獎 (劇情長片)（維什努瓦爾丹和卡倫·喬哈爾）。

## 劇情
維沙爾·巴特拉表TED演講，講述雙胞胎兄長維克拉姆的人生故事。年幼的維克拉姆在打板球時與年長的十幾歲的孩子為了一個球而打架，這揭示了他後來聞名的無所畏懼的本性。維克拉姆在觀看電視劇《終極勇士之輪》時產生了加入印度陸軍的願望。隨著年齡的增長，他參軍的願望也越來越強烈。
維克拉姆在大學期間主修英語，希望加入印度海軍或陸軍。他被選入商船隊，讓女友迪普爾很高興，但維克拉姆對自己的志向感到困惑。維克拉姆和迪普爾想要結婚，但迪普爾之父屬於錫克教，所以拒絕接受維克拉姆。同時，維克拉姆發現自己更適合陸軍，於是在完成碩士學位後，通過測試並加入了印度陸軍。維克拉姆被任命為查謨和喀什米爾步兵聯隊的中尉，並駐紮於查謨和喀什米爾的索波雷。他與部下和當地人建立了友好的關係，並參與了平叛行動。在一次行動中，維克拉姆違抗了長官桑吉夫·「吉米」·賈姆瓦爾中尉的命令，但最終制伏了肇事者並救了吉米一命。吉米斥責他的做法，但又予以感謝，兩人的關係逐漸友好。
維克拉姆也是三角洲連中尉，該連抓到了一名叛亂組織的追隨者。領導人海德爾為了報復，用武器儲藏處的情報引誘一支連隊，並伏擊了他們。維克拉姆之友初級委任軍官班西·拉爾·夏爾馬也在罹難者之列，使維克拉姆懷著報復心，找到了海德爾，並獲得了尤格希·庫馬·喬西中校的授權開展行動。維克拉姆領導的三角洲連突襲了海德爾的家，並殺死了他。隨後，他準備休假，但並不知道卡吉爾戰爭即將來臨。
1999年5月，巴基斯坦陸軍參謀長在拉瓦尔品第開始攻克喀什米爾，並派兵攻占卡吉爾。隨著有關潛在戰爭的消息越來越多，維克拉姆決定縮短假期並返回部隊。他向朋友桑尼許諾，自己不論生死，都一定會回來。
該部隊作為後備部隊與其他團一起被轉移到古姆里陸軍基地（Ghumri Army Base）適應環境並做準備。該基地遭到砲火襲擊，造成多人傷亡，維克拉姆的同袍阿傑·辛格·賈斯羅蒂亞少校。戰爭開始三週後，維克拉姆所屬的13 JAK RIF部隊轉入現役，以接替2 RAJ RIF，並負責奪回17,000英尺高空的5140點。維克拉姆採用代號「謝爾沙」（Shershaah）和勝利訊號「內心渴望更多！」進行無線電通訊。吉米和維克拉姆帶領連隊在沒有人員傷亡的情況下奪回了5140點，贏得了軍隊和公眾的讚譽。戰爭期間，維克拉姆的軍階晉升為上尉。
在令人印象深刻的勝利後，陸軍司令部責成13 JAK RIF奪取俯瞰國道1號線的4875點，事成後將結束戰爭。第二天，他們開始攻擊4875點，但地形崎嶇且敵方多座掩體，傷亡慘重。最終，他們摧毀了四座掩體，但並未察覺第五座偽裝掩體，因而遭到猛烈火力攻擊。維克拉姆命令步兵亞許·保羅·夏爾馬發射巴基斯坦的RPG-7，但亞許在開火前倒地。維克拉姆跑過空地救他，雖然成功，但自己多次被敵方的一名狙擊手及AK-47子彈擊中。維克拉姆倒下時，蘇貝達爾·拉古納特·辛格準尉指揮並衝向最後一座掩體，成功拿下了該處。維克拉姆眼睜睜看著印度軍隊升起國旗的同時，傷重不治。他因在4875點的行動 而被追授Param Vir Chakra獎章。
戰爭結束後，維克拉姆的遺體被送回家鄉坎格拉縣帕拉姆普尔並舉行葬禮，迪普爾在場悲痛萬分。在片尾字幕中，播放了維克拉姆本尊的受訪影片。

## 演員
- 西達夫·馬賀拉飾演
  - 維克拉姆·「維基」·巴特拉上尉，PVC
    - 克里希奈·圖特賈（Krishnay Tuteja）飾演年幼的維克拉姆

  - 維沙爾·巴特拉（Vishal Batra）
    - 卡瓦伊·圖特賈（Kavay Tuteja）飾演年幼的維沙爾
- 琪亞拉·艾凡尼飾演迪普爾·奇瑪（Dimple Cheema）
- 席夫·潘迪特飾演桑吉夫·「吉米」·賈姆瓦爾中尉（Lieutenant Sanjeev "Jimmy" Jamwal）
- 尼基丁·迪爾飾演阿傑·辛格·賈斯羅蒂亞少校
- 阿尼爾·曼吉飾演初級委任軍官班西·拉爾·夏爾馬（Naib Subedar Bansi Lal Sharma）
- 沙塔夫·菲加飾演尤格希·庫馬·喬西中校
- 阿比羅伊·辛格（Abhiroy Singh）飾演蘇布拉塔·「蘇布」·穆克吉少校（Major Subrata "Subbu" Mukherjee）
- 薩希爾·瓦伊德飾演阿米特·「桑尼」·蘇德（Amit "Sunny" Sood）
- 曼米特·考爾（Manmeet Kaur）飾演莫娜·辛格（Mona Singh）
- 拉吉·阿瓊飾演蘇貝達爾·拉古納特·辛格準尉（Subedar Raghunath Singh）
- 普拉奈·辛格·帕喬里（Pranay Singh Pachauri）飾演步兵亞許·保羅·夏爾馬（Rifleman Yash Paul Sharma）
- 阿圖爾·維爾瑪（Atul Verma）飾演步兵梅赫·辛格（Rifleman Meher Singh）
- 巴萬·喬普拉飾演吉爾達利·拉爾·「GL」·巴特拉（Girdhari Lal "G. L." Batra）
- 米爾·薩瓦爾飾演海德爾（Haider）
- 比賈伊·J·阿南德（Bijay J. Anand）飾演奇瑪先生（Mr. Cheema）
- 希曼紹·馬賀拉飾演拉吉夫·卡普爾上尉（Captain Rajeev Kapoor）
- 拉克什·杜貝（Rakesh Dubey）飾演維傑·巴斯卡少校（Major Vijay Bhaskar）
- 安庫爾夏爾馬（Ankur Sharma）飾演維卡斯·沃赫拉少校（Major Vikas Vohra）
- 傑伊·卡蒂克（Jay Kartik）飾演納文·納加帕中尉（Lieutenant Naveen Nagappa）
- 維傑·梅努（Vijay Meenu）飾演卡馬爾·康德·巴特拉（Kamal Kanta Batra）

## 製作
卡倫·喬哈爾在2018年證實，將製作關於維克拉姆·巴特拉上尉一生的傳記片。巴特拉家族希望西達夫·馬賀拉飾演巴特拉，馬賀拉最終被選中扮演巴特拉及其雙胞胎弟弟維沙爾（Vishal）。在琪亞拉·艾凡尼被選角之前，幾位女演員正在與製片方洽談扮演巴特拉的未婚妻迪普爾·奇瑪（Dimple Cheema）。馬賀拉於2019年4月開始為本片進行軍事訓練。本片由泰米爾導演維什努瓦爾丹執導，成為個人的印地語電影處女作。在電影正式宣布之前，外界猜測片名將是《我的內心渴望更多》（Mera Dil Maange More）。
本片消息於2019年5月2日正式宣布，片名確定為《謝爾沙》。電影5月7日展開主要拍攝，拍攝地點包括昌迪加爾、帕拉姆普爾、坎格拉、卡吉爾、拉達克和克什米尔谷地；2020年1月12日宣告殺青。拼湊鏡頭的拍攝於2020年10月23日完成。

## 音樂
片中的歌曲由塔尼什克·巴吉、B·普拉克、賈斯琳·羅亞爾、賈韋德—莫赫辛和維克拉姆·蒙特羅斯作曲、演唱，馬諾吉·蒙塔希爾、拉什米·維拉格、安維塔·杜特、賈尼與巴吉作詞。約翰·史都華·艾杜里（John Stewart Eduri）也參與了背景音樂的作曲。專輯2021年8月16日由索尼音樂印度公司發行，並成為年度熱門原聲帶，在所有音樂平台上突破了10億次播放量，達到此成就的速度超越以往的印度電影專輯。尤文·香卡·拉雅是導演維什努瓦爾丹先前每一部電影的作曲家，本片成為少數兩人未合作的作品。
歌曲〈漫漫長夜〉（Raataan Lambiyan）和〈蘭賈〉（Ranjha）皆躋身《告示牌》百大熱門榜及《告示牌》全球二百强单曲榜。這些歌曲在所有音樂及影音平台上均位居全印和全球排行榜上名列前茅。歌曲〈我全部擁有2.0〉（Mann Bharrya 2.0）是B·普拉克於2017年4月發行的單曲〈我全部擁有〉（Mann Bharrya）的翻版，由歌手普拉克和作曲家賈尼的原曲團隊重新編創。

## 發行
《謝爾沙》原定2020年7月3日在印度院線上映，但受到COVID-19疫情影響而延期。2021年2月20日，新的上映日期宣布為2021年7月2日，但隨後再度徹檔。最後，本片改於2021年8月12日透過Amazon Prime Video串流發行。2021年8月31日，亞馬遜表示《謝爾沙》已成為該平台的印度地區上觀看次數最多的印度電影。觀看本片的觀眾遍及印度4100多座城鎮以及210個國家和地區。

## 反響
《謝爾沙》在印度影評界及觀眾間的口碑以正面佔主流，馬賀拉與艾凡尼的表演以及動作場面尤其受到讚揚，但寫作受到批評。本片在爛番茄網站上根據14篇影評，新鮮度達50%，平均得分4／10。
影評人塔蘭·阿達什給本片打出3.5星（滿分5星），讚賞電影「力道十足」，並撰文寫道：「《謝爾沙》向卡吉爾戰爭英雄維克拉姆·巴特拉上尉的勇猛、膽識和英勇致敬，鼓舞人心且感人至深。導演維什努瓦爾丹非常出色地講述了此故事，劇本創作的多數內容引人入勝，戰爭場面表現得十分華麗。最後的結局一定會讓你眼眶濕潤；電影也是西達夫·馬賀拉的事業轉捩點。吩咐下去，不容錯過！」
安娜·MM·維蒂卡德在第一郵報網站打出2.75星（滿分5星）的評價，稱「此維克拉姆·巴特拉上尉的傳記作為一部陸軍流程片引人入勝」，指出馬賀拉貢獻了自《卡普爾家的兒子們》以來的最佳表演，並補充：「維什努瓦爾丹找不到比他更合適的主流明星來一起紀念印度最受歡迎的戰爭英雄。」賽巴爾·查特吉在新德里电视台網站上給予本片2.5星（滿分5星），稱馬賀拉「有能力演好巴特拉」。他總結道：「電影中的火力四射、飛沙走石使戰爭片《謝爾沙》的觀感更上一層樓。」
Film Companion網站的阿努帕瑪·喬普拉評論：「本片笨重的結構阻礙了緊張或壓迫感的營造，但在戰鬥開始後的第二個小時內才活了起來。」《印度快報》的舒布拉·古普塔（Shubhra Gupta）的評價較為嚴厲；他給《謝爾沙》打了2星（滿分5星），並表示：「此西達夫·馬賀拉電影既沒有一部精彩戰爭片該有的戲劇效果，也缺乏能激起愛國者的雞皮疙瘩。」羅漢·納哈爾（Rohan Nahaar）在《印度斯坦時報》上撰文，讚揚了劇本，但批評了導演：「精心編排的動作、敬意十足的基調，以及西達夫·馬賀拉的真誠表演也無法彌補維什努瓦爾丹失衡的執導技巧。」

## 獎項
| 獎項             | 頒發日期          | 類別                      | 提名或得獎者                                                                   | 結果 | 來源                 |
| ---------------- | ----------------- | ------------------------- | ------------------------------------------------------------------------------ | ---- | -------------------- |
| 印度電影觀眾獎   | 2022年8月30日     | 最佳電影                  | 《謝爾沙》                                                                     | 獲獎 | [ 34 ] [ 10 ]        |
| 印度電影觀眾獎   | 2022年8月30日     | 最佳導演                  | 維什努瓦爾丹                                                                   | 獲獎 | [ 34 ] [ 10 ]        |
| 印度電影觀眾獎   | 2022年8月30日     | 最佳劇本                  | 桑迪普·斯里瓦斯塔瓦（）                                                        | 提名 | [ 34 ] [ 10 ]        |
| 印度電影觀眾獎   | 2022年8月30日     | 最佳對白                  | 桑迪普·斯里瓦斯塔瓦（）                                                        | 提名 | [ 34 ] [ 10 ]        |
| 印度電影觀眾獎   | 2022年8月30日     | 最佳男主角                | 西達夫·馬賀拉                                                                  | 提名 | [ 34 ] [ 10 ]        |
| 印度電影觀眾獎   | 2022年8月30日     | 最佳女主角                | 琪亞拉·艾凡尼                                                                  | 提名 | [ 34 ] [ 10 ]        |
| 印度電影觀眾獎   | 2022年8月30日     | 最佳音樂總監              | 塔尼什克·巴吉、賈斯琳·羅亞爾、賈韋德—莫赫辛、B·普拉克、維克拉姆·蒙特羅斯和賈尼 | 獲獎 | [ 34 ] [ 10 ]        |
| 印度電影觀眾獎   | 2022年8月30日     | 最佳作詞家                | 賈尼—（〈我全部擁有2.0〉）                                                     | 提名 | [ 34 ] [ 10 ]        |
| 印度電影觀眾獎   | 2022年8月30日     | 最佳作詞家                | 塔尼什克·巴吉—（〈漫漫長夜〉）                                                 | 提名 | [ 34 ] [ 10 ]        |
| 印度電影觀眾獎   | 2022年8月30日     | 最佳代唱男歌手            | B·普拉克—（〈我全部擁有〉）                                                    | 獲獎 | [ 34 ] [ 10 ]        |
| 印度電影觀眾獎   | 2022年8月30日     | 最佳代唱男歌手            | 朱賓·諾維亞爾—（〈漫漫長夜〉）                                                 | 提名 | [ 34 ] [ 10 ]        |
| 印度電影觀眾獎   | 2022年8月30日     | 最佳代唱女歌手            | 阿西·考爾—（〈漫漫長夜〉）                                                     | 獲獎 | [ 34 ] [ 10 ]        |
| 印度電影觀眾獎   | 2022年8月30日     | 最佳攝影                  | 卡瑪吉特·內吉（Kamaljeet Negi）                                                              | 提名 | [ 34 ] [ 10 ]        |
| 印度電影觀眾獎   | 2022年8月30日     | 最佳剪輯                  | A·斯里卡·普拉薩德                                                              | 獲獎 | [ 34 ] [ 10 ]        |
| 印度電影觀眾獎   | 2022年8月30日     | 最佳服裝設計              | 艾卡·拉哈尼                                                                    | 提名 | [ 34 ] [ 10 ]        |
| 印度電影觀眾獎   | 2022年8月30日     | 最佳背景音樂              | 約翰·史都華·艾杜里（John Stewart Eduri）                                                         | 提名 | [ 34 ] [ 10 ]        |
| 印度電影觀眾獎   | 2022年8月30日     | 最佳藝術指導              | 阿米特·雷（Amit Ray）和蘇布拉塔·查克拉博蒂（Shubrata Chakraborty）                                         | 提名 | [ 34 ] [ 10 ]        |
| 印度電影觀眾獎   | 2022年8月30日     | 最佳動作                  | 斯特凡·賴赫特（Stefan Richter）和蘇尼爾·羅德里格斯（Sunil Rodrigues）                                       | 獲獎 | [ 34 ] [ 10 ]        |
| 印度電影觀眾獎   | 2022年8月30日     | 最佳特效                  | 紅辣椒娛樂VFX                                                                  | 提名 | [ 34 ] [ 10 ]        |
| 國際印度電影大獎 | 2022年6月4日至3日 | 最佳電影                  | 《謝爾沙》                                                                     | 獲獎 | [ 35 ] [ 36 ] [ 37 ] |
| 國際印度電影大獎 | 2022年6月4日至3日 | 最佳導演                  | 維什努瓦爾丹                                                                   | 獲獎 | [ 35 ] [ 36 ] [ 37 ] |
| 國際印度電影大獎 | 2022年6月4日至3日 | 最佳故事（原創）          | 桑迪普·斯里瓦斯塔瓦                                                            | 提名 | [ 35 ] [ 36 ] [ 37 ] |
| 國際印度電影大獎 | 2022年6月4日至3日 | 最佳劇本                  | 桑迪普·斯里瓦斯塔瓦                                                            | 獲獎 | [ 35 ] [ 36 ] [ 37 ] |
| 國際印度電影大獎 | 2022年6月4日至3日 | 最佳男主角                | 西達夫·馬賀拉                                                                  | 提名 | [ 35 ] [ 36 ] [ 37 ] |
| 國際印度電影大獎 | 2022年6月4日至3日 | 最佳女主角                | 琪亞拉·艾凡尼                                                                  | 提名 | [ 35 ] [ 36 ] [ 37 ] |
| 國際印度電影大獎 | 2022年6月4日至3日 | 最佳音樂總監              | 塔尼什克·巴吉、賈斯琳·羅亞爾、賈韋德—莫赫辛、B·普拉克和賈尼                    | 獲獎 | [ 35 ] [ 36 ] [ 37 ] |
| 國際印度電影大獎 | 2022年6月4日至3日 | 最佳作詞家                | 塔尼什克·巴吉—（〈漫漫長夜〉）                                                 | 提名 | [ 35 ] [ 36 ] [ 37 ] |
| 國際印度電影大獎 | 2022年6月4日至3日 | 最佳作詞家                | B·普拉克和賈尼—（〈我全部擁有2.0〉）                                           | 提名 | [ 35 ] [ 36 ] [ 37 ] |
| 國際印度電影大獎 | 2022年6月4日至3日 | 最佳代唱男歌手            | 朱賓·諾維亞爾—（〈漫漫長夜〉）                                                 | 獲獎 | [ 35 ] [ 36 ] [ 37 ] |
| 國際印度電影大獎 | 2022年6月4日至3日 | 最佳代唱男歌手            | B·普拉克—（〈我全部擁有〉）                                                    | 提名 | [ 35 ] [ 36 ] [ 37 ] |
| 國際印度電影大獎 | 2022年6月4日至3日 | 最佳代唱女歌手            | 阿西·考爾—（〈漫漫長夜〉）                                                     | 獲獎 | [ 35 ] [ 36 ] [ 37 ] |
| 國際印度電影大獎 | 2022年6月4日至3日 | 最佳代唱女歌手            | 賈斯琳·羅亞爾—（〈蘭賈〉）                                                     | 提名 | [ 35 ] [ 36 ] [ 37 ] |
| 米爾奇音樂獎     | 2022年3月19日     | 年度專輯                  | 《謝爾沙》                                                                     | 獲獎 | [ 38 ] [ 39 ]        |
| 米爾奇音樂獎     | 2022年3月19日     | 年度聽眾票選專輯          | 《謝爾沙》                                                                     | 提名 | [ 38 ] [ 39 ]        |
| 米爾奇音樂獎     | 2022年3月19日     | 年度音樂作曲家            | 塔尼什克·巴吉—（〈漫漫長夜〉）                                                 | 獲獎 | [ 38 ] [ 39 ]        |
| 米爾奇音樂獎     | 2022年3月19日     | 年度音樂作曲家            | 賈斯琳·羅亞爾—（〈蘭賈〉）                                                     | 提名 | [ 38 ] [ 39 ]        |
| 米爾奇音樂獎     | 2022年3月19日     | 年度作詞家                | 塔尼什克·巴吉—（〈漫漫長夜〉）                                                 | 獲獎 | [ 38 ] [ 39 ]        |
| 米爾奇音樂獎     | 2022年3月19日     | 年度作詞家                | 賈尼—（〈我全部擁有2.0〉）                                                     | 提名 | [ 38 ] [ 39 ]        |
| 米爾奇音樂獎     | 2022年3月19日     | 年度作詞家                | 安維塔·杜特—（〈蘭賈〉）                                                       | 提名 | [ 38 ] [ 39 ]        |
| 米爾奇音樂獎     | 2022年3月19日     | 年度男歌手                | 朱賓·諾維亞爾—（〈我全部擁有〉）                                               | 提名 | [ 38 ] [ 39 ]        |
| 米爾奇音樂獎     | 2022年3月19日     | 年度女歌手                | 阿西·考爾—（〈漫漫長夜〉）                                                     | 提名 | [ 38 ] [ 39 ]        |
| 米爾奇音樂獎     | 2022年3月19日     | 年度歌曲                  | 〈漫漫長夜〉                                                                   | 獲獎 | [ 38 ] [ 39 ]        |
| 米爾奇音樂獎     | 2022年3月19日     | 年度歌曲                  | 〈蘭賈〉                                                                       | 提名 | [ 38 ] [ 39 ]        |
| 米爾奇音樂獎     | 2022年3月19日     | 年度歌曲                  | 〈我全部擁有2.0〉                                                              | 提名 | [ 38 ] [ 39 ]        |
| 米爾奇音樂獎     | 2022年3月19日     | 年度聽眾票選歌曲          | 〈漫漫長夜〉                                                                   | 提名 | [ 38 ] [ 39 ]        |
| 米爾奇音樂獎     | 2022年3月19日     | 年度聽眾票選歌曲          | 〈蘭賈〉                                                                       | 提名 | [ 38 ] [ 39 ]        |
| 米爾奇音樂獎     | 2022年3月19日     | 年度聽眾票選歌曲          | 〈我全部擁有2.0〉                                                              | 提名 | [ 38 ] [ 39 ]        |
| 米爾奇音樂獎     | 2022年3月19日     | 最佳歌曲製作人—設計與編排 | 塔尼什克·巴吉—（〈漫漫長夜〉）                                                 | 提名 | [ 38 ] [ 39 ]        |
| 印度國家電影獎   | 2023年8月24日     | 特別評審獎（劇情長片）    | 卡倫·喬哈爾（監製）和維什努瓦爾丹（導演）                                      | 獲獎 | [ 11 ]               |

## 備註
1. ↑  或譯作舍沙阿，意為「獅子王」。
2. ↑  與《古怪姻缘（英语：Atrangi Re）》的A·R·拉赫曼共同獲獎。

## 外部連結
- 互联网电影数据库（IMDb）上《謝爾沙》的资料（英文）
- 《謝爾沙》的Bollywood Hungama頁面